# Trichopsetta
Trichopsetta es un género de peces de la familia Bothidae en el orden de los Pleuronectiformes, nativa del Atlántico Oeste.

## Especies
Se reconocen las siguientes especies:
- Trichopsetta caribbaea (W. W. Anderson & Gutherz, 1967)
- Trichopsetta melasma (W. W. Anderson & Gutherz, 1967)
- Trichopsetta orbisulcus (W. W. Anderson & Gutherz, 1967)
- Trichopsetta ventralis (Goode & T. H. Bean, 1885)